# Niederwölz
Niederwölz là một đô thị thuộc huyện Murau thuộc bang Steiermark, nước Áo. Đô thị Niederwölz có diện tích 10,26 km², dân số thời điểm cuối năm 2005 là 613 người.